# Philip Langridge
Philip Langridge (Hawkhurst, 16 dicembre 1939 – Guildford, 5 marzo 2010) è stato un tenore inglese.

## Biografia
Dopo gli studi a Maidstone frequenta la Royal Academy of Music di Londra.
Nel 1994 riceve l'Ordine dell'Impero Britannico.
Muore nel 2010 a causa di un carcinoma del colon-retto.

## Discografia
- Britten, Gloriana - Mackerras/Barstow/Langridge, 1992 Decca
- Britten: Death In Venice - Beijing Central Philharmonic Orchestra/Richard Hickox, 2005 Chandos
- Britten: The English Song - Philip Langridge/Steuart Bedford, 2004 Naxos
- Haendel, Messia - Marriner/Ameling/Langridge, 1995 Decca
- Janacek, Diario di uno scomparso - Abbado/BPO/Langridge/Balleys, 1989 Deutsche Grammophon
- Mozart, Nozze di Figaro - Solti/Ramey/Allen/Te Kanawa, 1981 Decca
- Mozart: Le nozze di Figaro - Ann Murray/Anton Scharinger/Barbara Bonney/Charlotte Margiono/Chorus of De Nederlandse Opera/Christoph Späth/Isabel Rey/Kevin Langan/Kurt Moll/Nikolaus Harnoncourt/Petra Lang/Philip Langridge/Royal Concertgebouw Orchestra/Thomas Hampson (cantante), 1994 Teldec
- Schoenberg: Moses und Aron - Chicago Symphony Orchestra/Franz Mazura/Philip Langridge/Sir Georg Solti, 1985 Decca - Grammy Award for Best Opera Recording 1986
- Shostakovich, Lady Macbeth diel distretto di Mtsensk - Chung/Ewing/Langridge/Zednik, 1992 Deutsche Grammophon

## DVD
- Berg: Lulu (Royal Opera House, 2009) - Jennifer Larmore/Antonio Pappano, Opus Arte
- Berg: Wozzeck (Vienna State Opera, 1987) - Hildegard Behrens/Claudio Abbado, Arthaus Musik
- Birtwistle: The Minotaur (Royal Opera House, 2008) - John Tomlinson/Antonio Pappano, Opus Arte
- Britten: Billy Budd (ENO, 1988) - Thomas Allen/Philip Langridge/Richard Van Allan/English National Opera, Arthaus Musik
- Britten: Peter Grimes (ENO, 1994) - Arthaus Musik
- Mozart: la clemenza di Tito (Glyndebourne, 1991) - Andrew Davis (direttore d'orchestra), regia Nicholas Hytner, Arthaus Musik
- Mussorgsky: Boris Godunov (Liceu, 2004) - Matti Salminen/Stefania Toczyska/Philip Langridge/Eric Halfvarson, Arthaus Musik
- Stravinsky, Oedipus Rex - Ozawa/Norman/Langridge/Tanaka, 2005 Philips